# ジャクリーン・オリヴァー
ジャクリーン・オリヴァー（Jackeline Olivier、1977年11月29日 - ）は、ブラジルの女優。

## 出演作品
- プリズン・デッド 女囚VS狼女